# Notiphila pseudobscuricornis
Notiphila pseudobscuricornis är en tvåvingeart som beskrevs av Giordani Soika 1956. Notiphila pseudobscuricornis ingår i släktet Notiphila och familjen vattenflugor.
Artens utbredningsområde är Kongo. Inga underarter finns listade i Catalogue of Life.